# Laura McHugh
Pour les articles homonymes, voir McHugh.
Laura McHugh, née le 8 septembre 1974 à Fort Madison en Iowa, est une romancière américaine, auteure de roman policier.

## Biographie
En 2014, Laura McHugh publie son premier roman, Du même sang (The Weight of Blood) avec lequel elle est lauréate du prix Thriller 2015 du meilleur premier roman.

## Œuvre

### Romans
- The Weight of Blood (2014)
  - Du même sang, Calmann-Lévy (2015)  (ISBN 978-2-7021-5715-2), réédition Le Grand Livre du mois (2015)  (ISBN 978-2-286-12276-8), réédition France Loisirs (2016)  (ISBN 978-2-298-10969-6)
- Arrowood (2016)
- The Wolf Wants In (2019)
- What’s Done in Darkness (2021)
- Safe and Sound (2024)

## Prix et distinctions

### Prix
- Prix Thriller 2015 du meilleur premier roman pour The Weight of Blood[1]
- Silver Falchion Award 2015 du meilleur premier roman pour The Weight of Blood[2]

### Nominations
- Prix Barry 2015 du meilleur premier roman pour The Weight of Blood[3]
- Prix Thriller 2017 du meilleur roman pour Arrowood[1]